# Všechovice (ort i Tjeckien, Olomouc)
Všechovice är en ort i Tjeckien.   Den ligger i regionen Olomouc, i den östra delen av landet, 250 km öster om huvudstaden Prag. Všechovice ligger 354 meter över havet och antalet invånare är 873.
Terrängen runt Všechovice är platt norrut, men söderut är den kuperad.Runt Všechovice är det ganska tätbefolkat, med 58 invånare per kvadratkilometer. Närmaste större samhälle är Valašské Meziříčí, 15,4 km öster om Všechovice. Trakten runt Všechovice består till största delen av jordbruksmark.